# Nemoria cosmeta
Nemoria cosmeta là một loài bướm đêm trong họ Geometridae.